# 聯邦地區
聯邦地區（英語：Federal district）也稱聯邦直轄地或联邦直辖区，是聯邦制行政區劃的一種，由聯邦政府直接管轄，不像自治区那样具有自治权。

## 美國
美國政府座落的華盛頓特區即為聯邦特區。該特區也稱作哥倫比亞特區。實際上美國政府也有其他一些稱之為「特區」的地區。但這些地區并不特別和首都城市之定義相互聯繫。例如聯邦法院系統將哥倫比亞特區以及波多黎各分成若干小的法院行政區。

## 拉丁美洲
在西班牙語和葡萄牙語中Distrito Federal一詞即為聯邦特區之意。該詞被用以指代下列特區：
- 巴西联邦区
- 委内瑞拉首都区
- 改制前的墨西哥联邦区
- 改制前的阿根廷首都区

## 亚洲
- 印度中央直辖区
- 马来西亚联邦直辖区

## 大洋洲
- 澳大利亞的杰维斯湾领地

## 非洲
- 奈及利亞聯邦首都特區

## 其他用法
在巴基斯坦、俄羅斯等國亦有聯邦特區之用法，但其指代之意不盡相同。